# Кроу-Лейк (тауншип, Миннесота)
Кроу-Лейк (англ. Crow Lake) — тауншип в округе Стернс, Миннесота, США. На 2000 год его население составило 345 человек.

## География
По данным Бюро переписи населения США площадь тауншипа составляет 90,9 км², из которых 87,2 км² занимает суша, а 3,7 км² — вода (4,10 %).

## Демография
По данным переписи населения 2000 года здесь находились 345 человек, 126 домохозяйств и 100 семей.  Плотность населения —  4,0 чел./км².  На территории тауншипа расположено 134 постройки со средней плотностью 1,5 построек на один квадратный километр. Расовый состав населения: 98,26 % белых, 0,29 % афроамериканцев, 0,87 % — других рас США и 0,58 % приходится на две или более других рас. Испанцы или латиноамериканцы любой расы составляли 0,29 % от популяции тауншипа.
Из 126 домохозяйств в 37,3 % воспитывались дети до 18 лет, в 70,6 % проживали супружеские пары, в 5,6 % проживали незамужние женщины и в 20,6 % домохозяйств проживали несемейные люди. 19,8 % домохозяйств состояли из одного человека, при том 6,3 % из — одиноких пожилых людей старше 65 лет. Средний размер домохозяйства — 2,74, а семьи — 3,15 человека.
28,4 % населения — младше 18 лет, 9,3 % — в возрасте от 18 до 24 лет, 23,2 % — от 25 до 44, 30,1 % — от 45 до 64, и 9,0 % — старше 65 лет. Средний возраст — 38 лет. На каждые 100 женщин приходилось 113,0 мужчин.  На каждые 100 женщин старше 18 приходилось 118,6 мужчин.
Средний годовой доход домохозяйства составлял 41 042 доллара, а средний годовой доход семьи —  50 714 долларов. Средний доход мужчин —  27 500  долларов, в то время как у женщин — 22 500. Доход на душу населения составил 19 108 долларов. За чертой бедности находились 6,0 % семей и 7,8 % всего населения тауншипа, из которых 14,0 % младше 18 и 8,3 % старше 65 лет.